# David Topolski
David Topolski (ur. 1 maja 1984 w Pittsburghu) – polski piłkarz grający zarówno na pozycji obrońcy, a także pomocnika. Posiada dwa obywatelstwa: polskie i amerykańskie.

## Kariera klubowa
Swoją karierę rozpoczął w SKP Słupca. Później trafił do Victorii Września. Kolejne kluby w jego karierze to m.in. Sparta Brodnica i Świt Nowy Dwór Mazowiecki. Sezony 2003/04 – 2005/06 spędził w Lechu Poznań. Jednak w przerwie letniej, gdy Lecha przejął holding Amica S.A. trafił do Górnika Łęczna. Tam po serii słabych występów został wystawiony na listę transferową, a jego nowym pracodawcą zostało Zagłębie Sosnowiec. Następnie występował w Turze Turek. Później wyleciał do USA grać w New Jersey Ironmen. Zanim wrócił do Polski rozegrał trzy spotkania w Newark Ironbound Express. W sezonie 2009/10 grał w Stilonie Gorzów, wtedy jego ojciec prowadził ten klub. Rozegrał tam 22 spotkania. Po sezonie powrócił do Tura Turek. Od roku 2012 do 2015 bronił barw Victorii Września.

## Kariera reprezentacyjna
Reprezentant Polski do lat 16, 17, 18, 19 i 21.

## Rodzina
Syn Adama Topolskiego oraz brat cioteczny Mariusza Mowlika i siostrzeniec Piotra Mowilka.